# Zaruhi Kavalcıyan
Zaruhi Serope Kavalcıyan (weltweit Zaruhi Kavaljian, armenisch Զարուհի Քավալջյան Saruhi Kawaldschjan, geboren 1877 in Adapazarı; gestorben am 10. Juni 1969 in Üsküdar) war eine türkische Ärztin armenischer Volkszugehörigkeit. Sie war die erste Frau im Arztberuf in der Türkei.

## Leben und Wirken
Zaruhi Kavalcıyan wuchs in einer Arztfamilie im Nordwesten der Türkei auf. Ihr Vater, Serob Kavalcıyan, hatte an der Boston University School of Medicine promoviert und praktizierte als Arzt in Adapazarı und İzmit.
Nach ihrem Abschluss am American College of Girls of Adapazarı im Jahr 1898 ging Zaruhi Kavalcıyan in die Vereinigten Staaten, da es Frauen im Osmanischen Reich nicht erlaubt war, Medizin zu studieren. Im Jahr 1903 schloss sie ihr Studium am University of Illinois College of Medicine ab und kehrte 1904 nach Adapazarı zurück. Dort arbeitete sie zunächst als Assistenzärztin mit ihrem Vater zusammen und unterrichtete parallel Biologie am American College. Während der Regierungszeit von Abdulhamid II. erhielten nur Ärztinnen, die nicht die osmanische Staatsangehörigkeit besaßen, eine Arbeitserlaubnis, so dass sie keine eigene Praxis führen konnte.
Während des Ersten Weltkriegs arbeitete Kavalcıyan in Hilfs- und Pflegeinstitutionen, die Verwundete versorgten. 1921 zog sie, wie auch andere Mitarbeiterinnen, gemeinsam mit dem American College of Girls of Adapazarı in den Istanbuler Stadtteil Üsküdar. Auch dort, am American Girls’ College of Üsküdar, unterrichtete Kavalcıyan naturwissenschaftliche Fächer wie Chemie, Biologie und Physiologie neben ihrer Tätigkeit als Ärztin.
Zaruhi starb am 10. Juni 1969 im Alter von 92 Jahren. Sie ist neben ihrer Schwester auf dem armenisch-evangelischen Friedhof von Feriköy begraben.